# Károly Józsa
Dans le nom hongrois Józsa Károly, le nom de famille précède le prénom, mais cet article utilise l’ordre habituel en français Károly Józsa, où le prénom précède le nom.
Károly Józsa (ou Karl Józsa, Carl Józsa, Charles Jozsa), né le 16 décembre 1872 à Szeged (Autriche-Hongrie) et mort le 20 août 1929  à Budapest (Hongrie), est un artiste peintre, dessinateur, graveur et illustrateur hongrois.

## Parcours

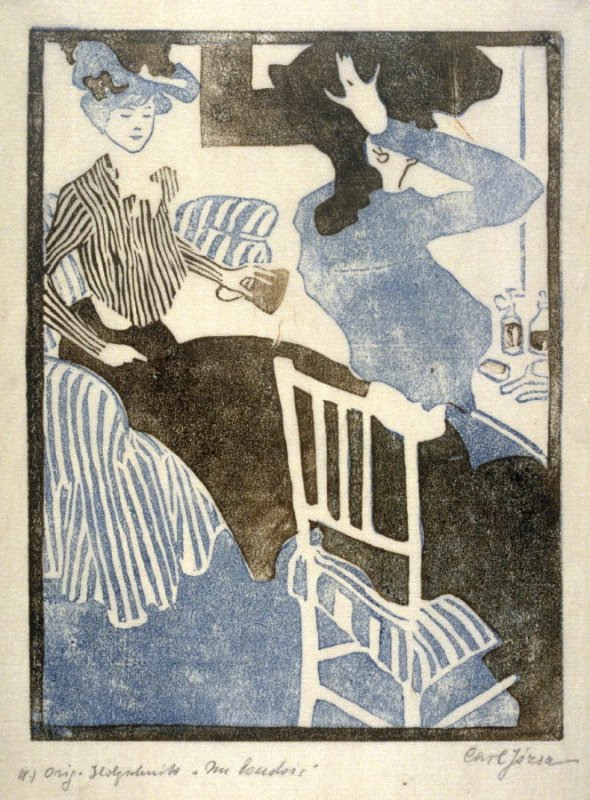
Im Boudoir, gravure sur bois en deux couleurs (c. 1900, Fine Arts Museum of San Francisco).

Károly Józsa est issu de la communauté juive de Szeged, située dans le sud de la Hongrie.
Il étudie l'art d'abord à l'Académie des beaux-arts de Vienne auprès de Christian Griepenkerl, puis à l'école d'Anton Ažbe à Munich. Il se lie au jeune journaliste et critique d'art Arthur Roessler (1877-1955) et au peintre Raphael Kirchner. Kirchner et Józsa ont pour projet d'aller à Paris. Ils travaillent ensemble et se lancent sur le marché de la carte postale et la carte de vœux illustrées ; il existe plusieurs centaines de modèles différents, dans le style Art nouveau, représentant essentiellement des jeunes femmes légèrement dévêtues, dans un style marqué par l'orientalisme façon « geisha », préfiguration de la « pin-up » qui fit fureur à partir de la Première Guerre mondiale.
Józsa est à Paris en 1904-1906. Il suit les cours de l'Académie Julian tout en produisant de nombreuses gravures. Józsa expose au Salon d'automne de 1906 un panneau contenant trois gravures originales sur bois, inspirés des indiens des plaines. Il est mentionné habitant 29 rue Boulard. Cette même année, il coordonne avec Kirchner un numéro de L'Assiette au beurre intitulé « Leurs Statues ».
Avant 1914, il voyage en Europe du Nord : aux Pays-Bas et en Angleterre, entre autres. En 1908, il remporte la médaille d'or pour une affiche présentée au concours lancé par la revue The Studio à Londres. Tandis que Kirchner part pour New York en 1915, Józsa quitte Paris pour ouvrir un atelier à Budapest.

## Conservation
- Adolf von Menzel, 1905, gravure sur bois, Clark Art Institute
- Fine Arts Museum of San Francisco
- Galerie nationale hongroise